# Dennstaedtia werckleana
Dennstaedtia werckleana là một loài thực vật có mạch trong họ Dennstaedtiaceae. Loài này được (H. Christ) H. Navarrete & B. Øllg. mô tả khoa học đầu tiên năm 2000.